# Hale Center
Hale Center é uma cidade localizada no estado norte-americano do Texas, no Condado de Hale.

## Demografia
Segundo o censo norte-americano de 2000, a sua população era de 2263 habitantes.
Em 2006, foi estimada uma população de 2186, um decréscimo de 77 (-3.4%).

## Geografia
De acordo com o United States Census Bureau tem uma área de
2,8 km², dos quais 2,8 km² cobertos por terra e 0,0 km² cobertos por água. Hale Center localiza-se a aproximadamente 1041 m acima do nível do mar.

## Localidades na vizinhança
O diagrama seguinte representa as localidades num raio de 32 km ao redor de Hale Center.